# 1384

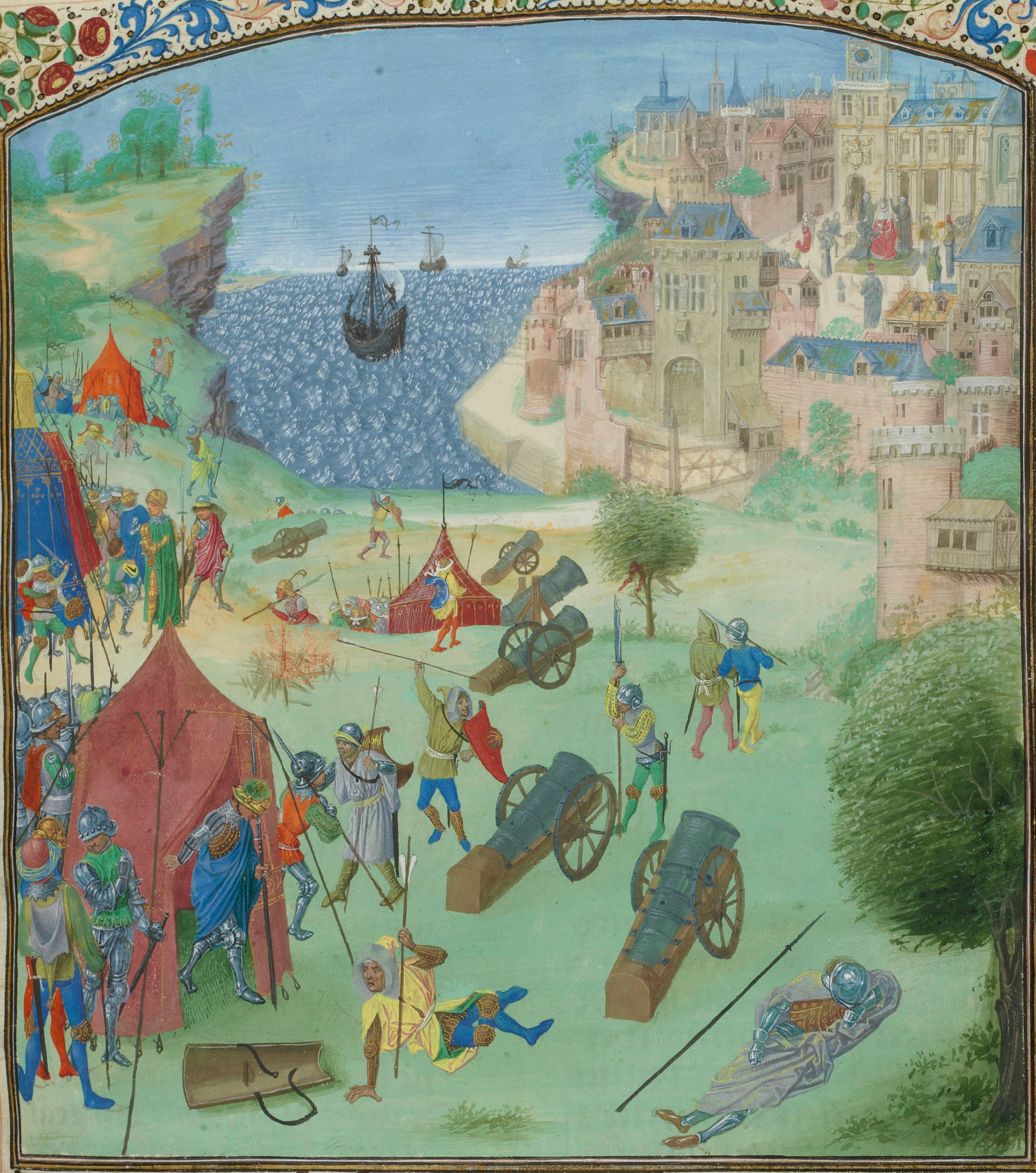
Beleg van Lissabon

Het jaar 1384 is het 84e jaar in de 14e eeuw volgens de christelijke jaartelling.

## Gebeurtenissen
- 6 april - Slag bij Atoleiros: Nuno Alvares verslaat Johan I van Castilië en stuit diens opmars in Portugal. (zie Crisis van 1383-1385)
- mei-september - Johan I van Castilië belegert Lissabon.
- Timoer Lenk verovert Astarabad.
- De Zwarte Madonna wordt naar Częstochowa gebracht.
- Erlangen ontvangt stadsrechten.
- De latere Johan I van Aragon trouwt met Yolande van Bar
- oudst bekende vermelding: Zeilberg

## Kunst en literatuur
- Jan Knibbe: Die clage van den grave van Vlaenderen

## Opvolging
- Anjou, Provence, Piëmont en Maine - Lodewijk I opgevolgd door zijn zoon Lodewijk II
- Generalitat de Catalunya (4 juli) - Arnau Descolomer als opvolger van Peter van Santamans
- Epirus - Thomas II Preljubovič opgevolgd door zijn echtgenote Maria Angelina Doukaina Palaiologina
- Morea - Demetrios I Kantakouzenos opgevolgd door Theodoros I Palaialogos
- metropoliet van Moskou - Pimen opgevolgd door Dionysius I
- kanaat van Chagatai - Suyurghitmisch Chughtai opgevolgd door zijn zoon Sultan Mahmud
- Vlaanderen, Nevers, Rethel, vrijgraafschap Bourgondië en Artesië - Lodewijk van Male opgevolgd door zijn dochter Margaretha van Male en dier echtgenote Filips de Stoute

## Afbeelding

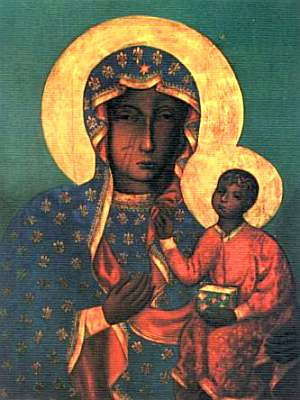
Zwarte madonna van Częstochowa
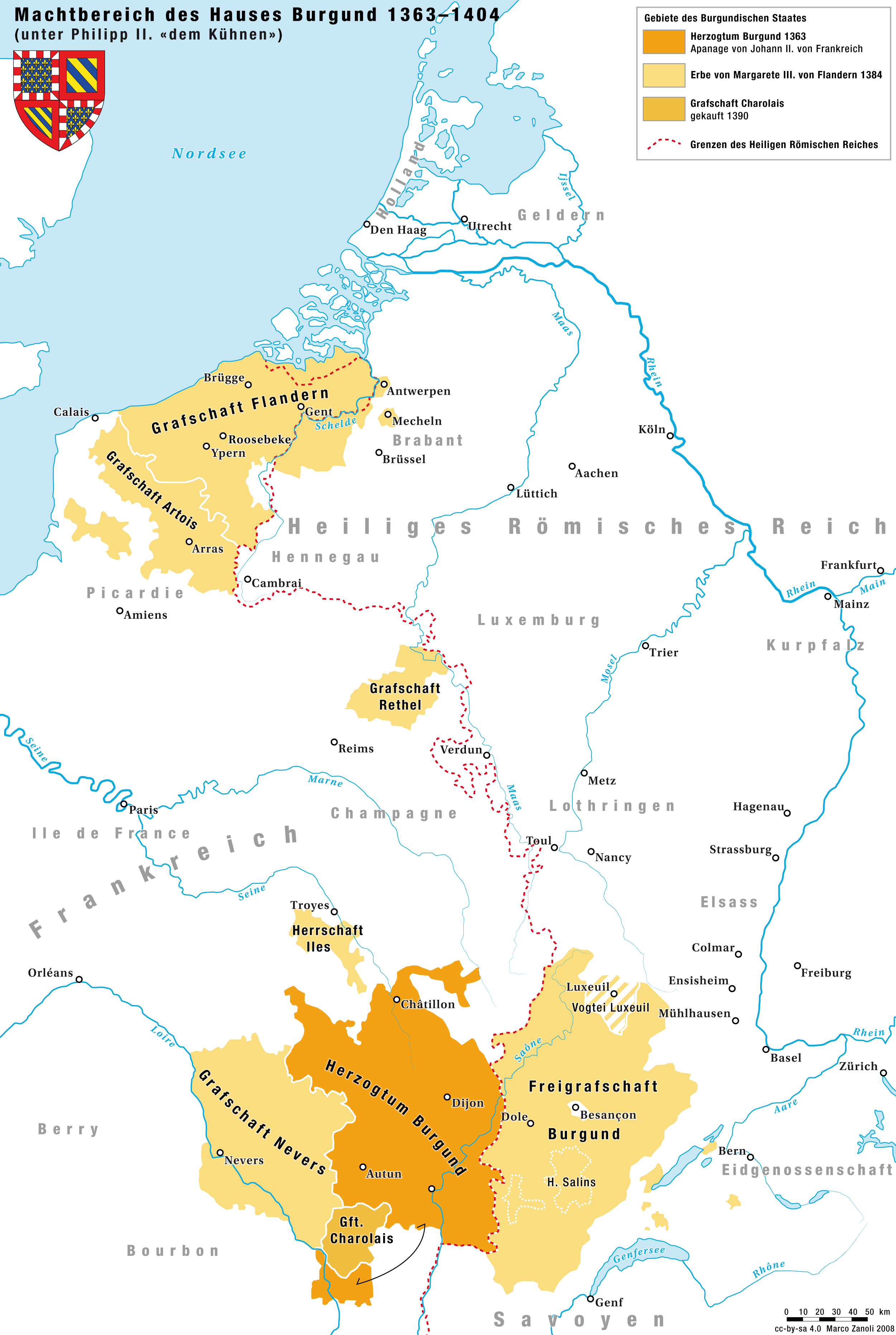
Uitbreiding van het Bourgondische Rijk onder Filips de Stoute

## Geboren
- 6 januari - Edmund Holland, Engels edelman
- 1 augustus - Anton van Bourgondië, hertog van Brabant (1406-1415)
- 30 november - Frederik IV, landgraaf van Thüringen
- Deshin Shegpa, Tibetaans geestelijk leider
- Francisca Romana, Italiaans kloosterstichtster en mystica
- Hugo van Lannoy, Bourgondisch staatsman
- Khalil Sultan, heerser van Transoxanië (1405-1409)
- Yolande van Aragon, Aragonees prinses en Frans edelvrouw
- Eitel Frederik I van Hohenzollern, Duits edelman (jaartal bij benadering)
- Jean de Villiers de L'Isle-Adam, Frans legerleider (jaartal bij benadering)

## Overleden
- 30 januari - Lodewijk van Male (53), graaf van Vlaanderen (1346-1384)
- 3 april - Anne Manny (28), Engels edelvrouw
- 18 juni - Beatrice della Scala, Italiaans edelvrouw
- 20 augustus - Geert Grote (~44), Nederlands theoloog en kerkhervormer
- 1 september - Magnus I (~39), hertog van Mecklenburg
- 10 september - Johanna van Bretagne (~65), hertogin van Bretagne (1341-1365)
- 20 september - Lodewijk I van Anjou (45), Frans edelman
- 21 september - Mechteld van Gelre (~60), Gelders edelvrouw
- 23 december - Thomas II Preljubovič, despoot van Epirus (1366-1384)
- 31 december - John Wyclif (~54), Engels kerkhervormer
- Otto I van Sausenberg (~82), Duits edelman
- Suyurghitmisch Chughtai, kan van het westelijk deel van het kanaat van Chagatai (1370-1384)
- Demetrios I Kantakouzenos, despoot van Morea (1383-1384) (jaartal bij benadering)
- Hendrik II van Holstein (~67), Duits edelman (jaartal bij benadering)